# 橋本清吉
橋本 清吉（はしもと せいきち、1898年〈明治31年〉8月14日 - 1955年〈昭和30年〉7月2日）は、日本の内務官僚・政治家。衆議院議員（改進党、当選1回）。

## 経歴
1898年（明治31年）三重県宇治山田町（現在の三重県伊勢市）で、橋本善三郎の二男として生まれた。
旧制 三重県立第四中学校（現：三重県立宇治山田高等学校）、旧制 第一高等学校を経て、1922年（大正11年）3月、東京帝国大学法学部政治学科を卒業。卒業直前の1921年（大正10年）10月、高等試験行政科試験に合格し、卒業後1922年5月に、内務省に入り大阪府警察部の警部となる。その後内務省官僚として鳥取県警察部長、警視庁刑事部長、静岡県警察部長、内務省書記官・警保局警務課長、京都府総務部長、警保局保安課長などを歴任。その後勅任官知事として、1939年（昭和14年）9月5日 - 1940年（昭和15年）12月23日福島県知事、1940年（昭和15年） - 1942年（昭和17年）第2次・3次近衛内閣の警保局長を務める。1942年（昭和17年）6月10日、岡山県知事に就任。1944年8月1日、知事を依願免本官となり退官した。
第二次大戦敗戦後の1946年（昭和21年）9月、GHQにより公職追放となったが、1952年（昭和27年）2月に解除された。その後、衆議院議員選挙に旧三重2区から立候補する。1952年（昭和27年）10月1日の第25回衆議院総選挙では無所属で出馬したが次点で落選。次の1953年（昭和28年）4月19日の第26回衆議院総選挙に改進党の公認候補として出馬し当選。衆議院議員を1期務め、中央常任委員として活動。1954年7月に改進党を離党し、小山倉之助、山下春江らと新党同志クラブを結成、11月末に中野四郎、町村金五らが加わり新党同志会を結成した。1955年2月の第27回総選挙において無所属から出馬したが落選した。正五位 勲四等を授章。
1955年（昭和30年）7月2日、56歳で逝去。
埋葬場所は多磨霊園である。

## 栄典
- 1940年（昭和15年）8月15日 - 紀元二千六百年祝典記念章[9]
- 正五位 勲四等